# Arroyo Gardens-La Tina Ranch
Arroyo Gardens-La Tina Ranch é uma Região censo-designada localizada no estado norte-americano de Texas, no Condado de Cameron.

## Demografia
Segundo o censo norte-americano de 2000, a sua população era de 732 habitantes.

## Geografia
De acordo com o United States Census Bureau tem uma área de 
42,7 km², dos quais 42,2 km² cobertos por terra e 0,5 km² cobertos por água.

## Localidades na vizinhança
O diagrama seguinte representa as localidades num raio de 12 km ao redor de Arroyo Gardens-La Tina Ranch. 